# 朝霞市立朝霞第四中学校
朝霞市立朝霞第四中学校（あさかしりつ あさかだいよんちゅうがっこう）は、埼玉県朝霞市栄町五丁目にある公立中学校。

## 概要
通称は「四中」。全校生徒は612名（令和4年5月1日現在）。
校章は、埼玉県の木である2枚のケヤキの葉を円形にかたどっている。円は和を表し、協力を意味する。なお、中央に走っているのは未来へ続く道であり平和を願う心でもある。学校独自の体操があり、体育の準備体操や体育祭に取り入れている。
制服は男女ともにブレザーである。

## 沿革
- 1977年 - 朝霞市立朝霞第四中学校 創立。体育館、プール竣工。11月18日を開校記念日とすることを決める。
- 1978年 - 校章制定
- 1979年 - 校歌制定
- 1982年 - 校舎増築、体育倉庫竣工
- 1986年 - 開校10周年記念碑除幕式
- 1991年 - 体育館倉庫竣工。旧体育倉庫取り壊し
- 1992年 - 校舎大改装工事
- 1993年 - 校庭改修工事
- 1994年 - 体育館改修・塗装工事。防球ネット設置工事
- 1995年 - エアコン設置工事
- 1996年 - 創立20周年記念文化祭実施
- 1997年 - さわやか相談員配置

## 学校行事
- 入学式
- 体育祭
- 遠足（1年生）
- 合唱コンクール
- 職業体験学習（1年生）
- 修学旅行（3年生）
- 遠足（1年生）
- スキー林間（2年生）
- 卒業生を送る会
- 卒業式

## 部活動

### 運動部
- 野球部
- サッカー部
- ソフトテニス部（男・女）
- バスケットボール部（男・女）
- 陸上部
- 女子バレーボール部
- バドミントン部
- 卓球部

### 文化部
- 囲碁・将棋部
- 美術部
- 家庭科部
- 吹奏楽部

## 学区
朝霞二小学区の一部、朝霞九小学区の一部、朝霞六小学区の一部、朝霞八小学区で、八小の生徒が大半を占める。

## 著名な出身者
- 魔裟斗 - 格闘家（1993年度卒業生）
- 芹沢太麻樹 - レーシングライダー（1988年度卒業生）
- 新内眞衣 ‐ 歌手、タレント、女優、元乃木坂46